# Eikenspringkever
De eikenspringkever (Orchestes quercus) is een kever uit de familie van de snuitkevers (Curculionidae).

## Kenmerken
De roodbruine, dichtbehaarde kevers zijn 2,7 tot 3,7 millimeter lang. Ze hebben dichte, zijdeachtige gele haren. Op de voorste helft van de dekschilden bevindt zich een brede, lichtharige driehoek. De zijkanten van het halsschild en de dekschilden hebben lange uitstekende haren. Het voorste en middelste dijbeen hebben een enkele tand en het achterste dijbeen heeft een rij spitse tanden. Net als bij aardvlooien hebben de kevers verdikte achterdijen waarmee ze bij gevaar in veiligheid kunnen springen.

## Levenswijze
De kevers zijn meestal te zien van april tot augustus. De volwassen kevers knagen aan de onderkant van de bladeren van verschillende eikenbomen (Quercus), vooral aan jonge planten. De bladeren kunnen geskeletteerd worden.
Het leggen van eieren (ovipositie) vindt plaats na de winterslaap. De vrouwtjes leggen hun eitjes aan de onderkant van het blad in de centrale nerf van het blad. De keverlarven vormen een lichtgele ruimtemijn in het blad, waarin ze verpoppen. Larvale ontwikkeling duurt meestal van mei tot juni. Eind juni verschijnt de nieuwe generatie kevers.

## Verspreiding
De keversoort wordt verspreid in Zuid-Noord-Europa, Midden-Europa en Zuid-Europa. Het wordt gevonden in het zuiden en midden van Scandinavië en de Britse eilanden. Het is afwezig op het Iberisch schiereiland. In het zuiden strekt het voorkomen zich uit over Italië en de mediterrane eilanden Corsica, Sardinië en Sicilië tot Noord-Afrika, in het oosten tot het Midden-Oosten.